# Lešov
Lešov (německy Leschau) je vesnice, část okresního města Pelhřimov. Nachází se asi 7,5 km na jihovýchod od Pelhřimova. V roce 2009 zde bylo evidováno 51 adres. V roce 2001 zde trvale žilo 66 obyvatel.
Lešov je také název katastrálního území o rozloze 6,45 km2.

## Galerie

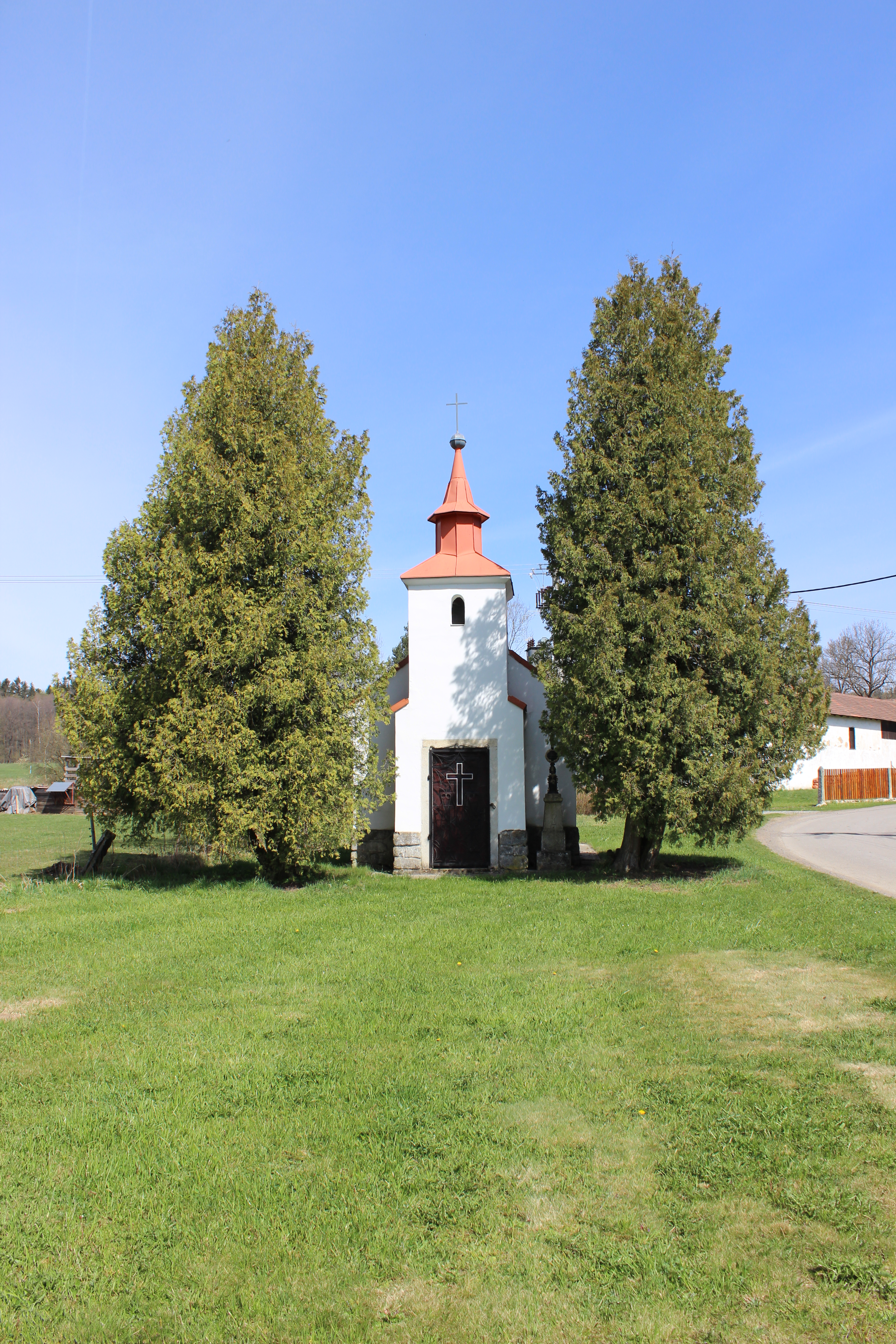
Kaplička
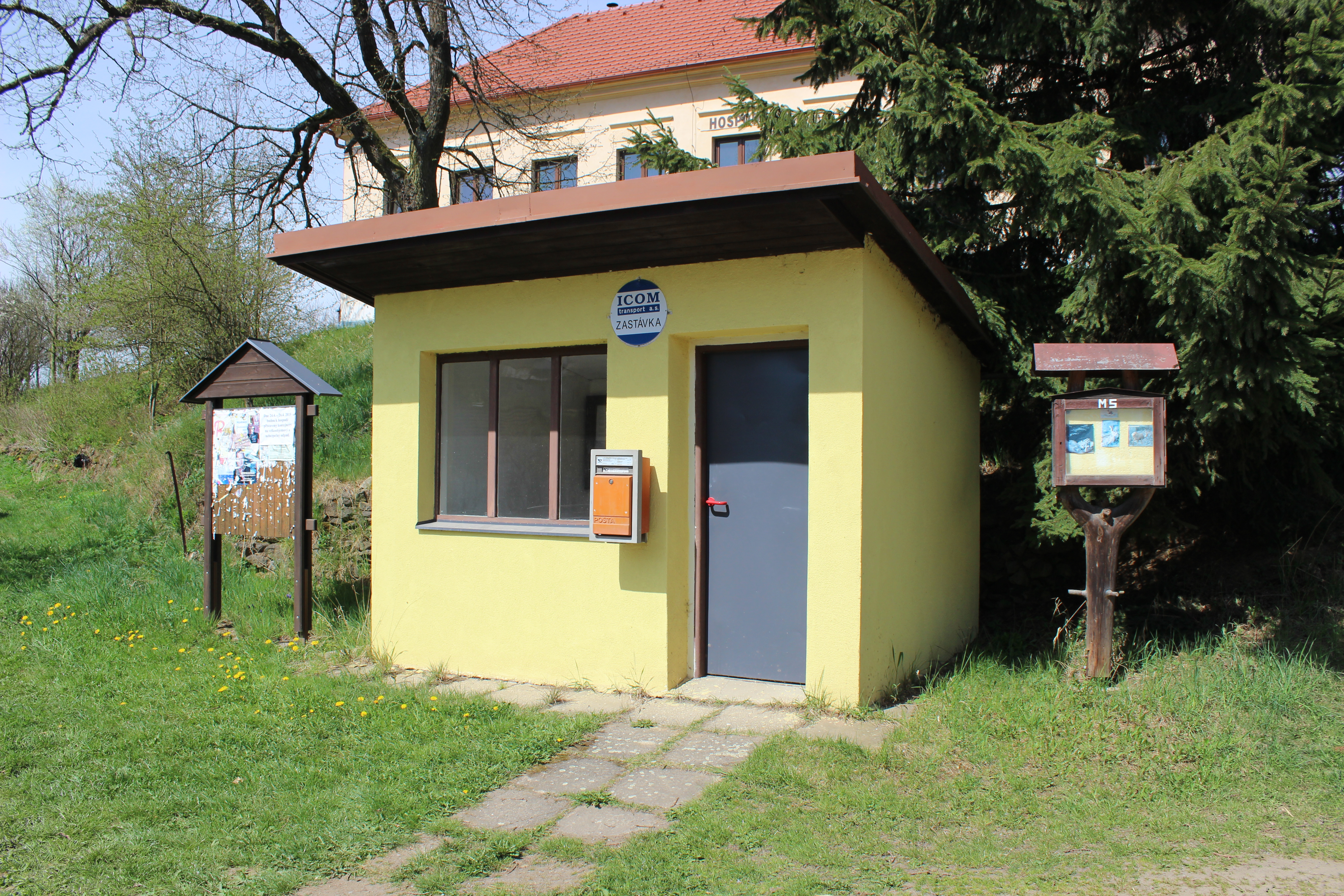
Čekárna na autobusové zastávce
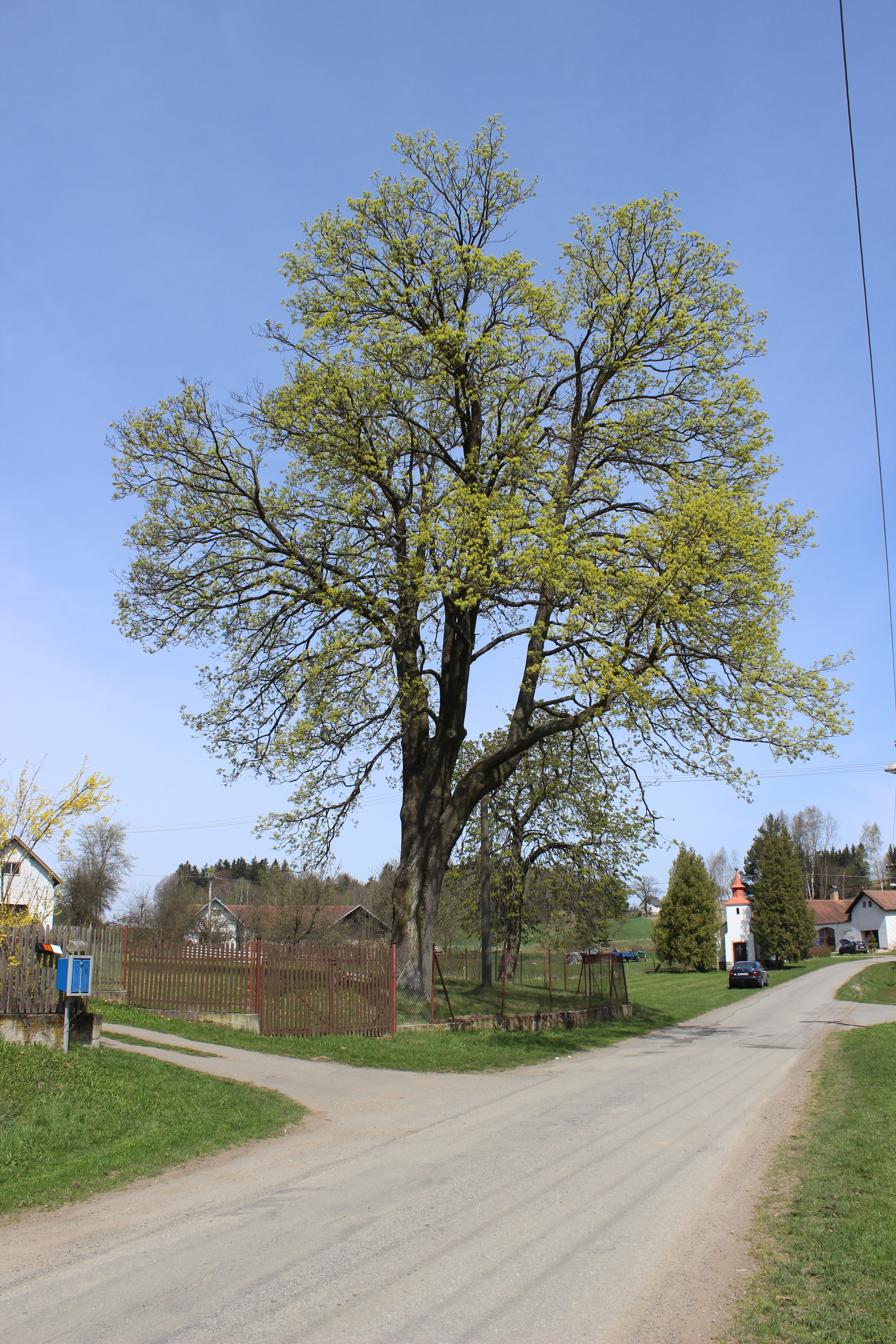
Vzrostlý strom
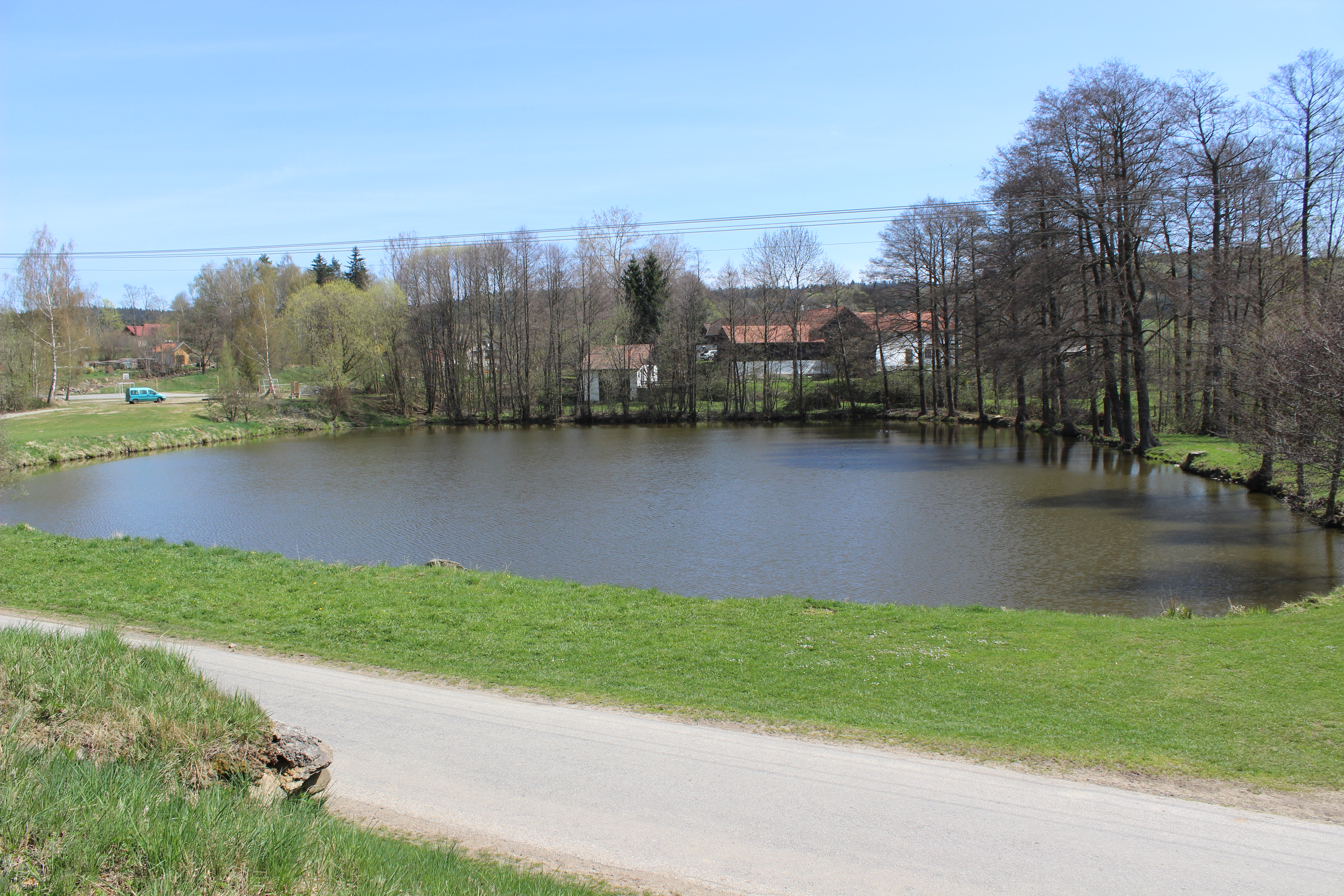
Rybník
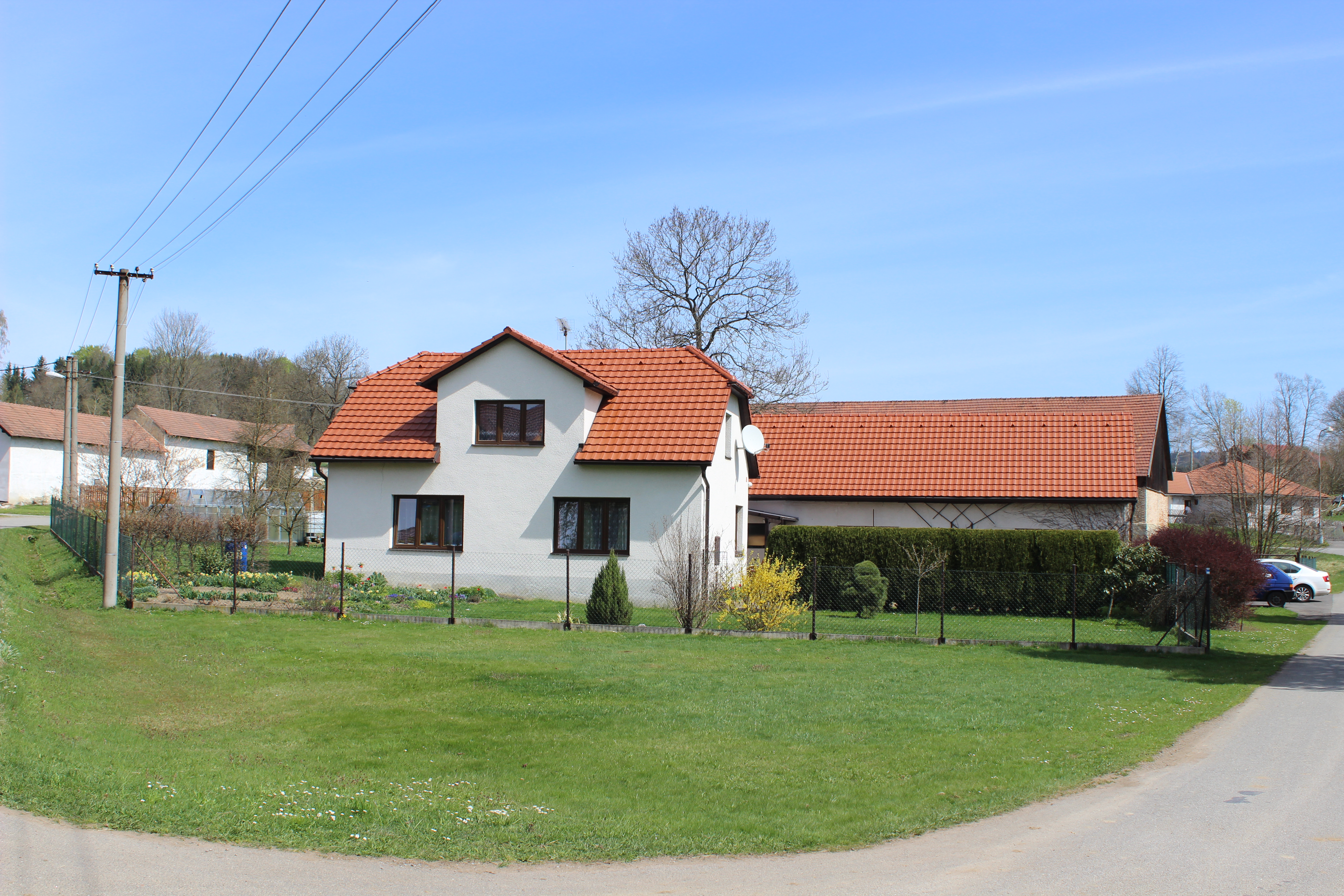
Dům čp. 21